# Nagata Ryota
Ryota Nagata (永田 亮太 Nagata Ryota, sinh ngày 17 tháng 5 năm 1985 ở Kyoto) là một cầu thủ bóng đá người Nhật Bản hiện tại thi đấu cho Kamatamare Sanuki.

## Thống kê sự nghiệp
Cập nhật đến ngày 23 tháng 2 năm 2018.
| Thành tích câu lạc bộ | Thành tích câu lạc bộ | Thành tích câu lạc bộ | Giải vô địch | Giải vô địch | Cúp                   | Cúp                   | Cúp Liên đoàn | Cúp Liên đoàn | Tổng cộng | Tổng cộng |
| Mùa giải              | Câu lạc bộ            | Giải vô địch          | Số trận      | Bàn thắng    | Số trận               | Bàn thắng             | Số trận       | Bàn thắng     | Số trận   | Bàn thắng |
| Nhật Bản              | Nhật Bản              | Nhật Bản              | Giải vô địch | Giải vô địch | Cúp Hoàng đế Nhật Bản | Cúp Hoàng đế Nhật Bản | Cúp Liên đoàn | Cúp Liên đoàn | Tổng cộng | Tổng cộng |
| --------------------- | --------------------- | --------------------- | ------------ | ------------ | --------------------- | --------------------- | ------------- | ------------- | --------- | --------- |
| 2008                  | Shonan Bellmare       | J2 League             | 33           | 0            | 1                     | 0                     | -             | -             | 34        | 0         |
| 2009                  | Shonan Bellmare       | J2 League             | 42           | 1            | 1                     | 0                     | -             | -             | 43        | 1         |
| 2010                  | Shonan Bellmare       | J1 League             | 8            | 0            | 0                     | 0                     | 5             | 0             | 13        | 0         |
| 2011                  | Sagan Tosu            | J2 League             | 14           | 0            | 0                     | 0                     | -             | -             | 14        | 0         |
| 2012                  | Montedio Yamagata     | J2 League             | 20           | 2            | 0                     | 0                     | -             | -             | 20        | 2         |
| 2013                  | Thespakusatsu Gunma   | J2 League             | 24           | 2            | 0                     | 0                     | -             | -             | 24        | 2         |
| 2014                  | Thespakusatsu Gunma   | J2 League             | 32           | 2            | 0                     | 0                     | -             | -             | 32        | 2         |
| 2015                  | Kamatamare Sanuki     | J2 League             | 35           | 6            | 1                     | 0                     | -             | -             | 36        | 6         |
| 2016                  | Kamatamare Sanuki     | J2 League             | 37           | 4            | 2                     | 0                     | -             | -             | 39        | 4         |
| 2017                  | Kamatamare Sanuki     | J2 League             | 42           | 3            | 1                     | 0                     | -             | -             | 43        | 3         |
| Tổng cộng sự nghiệp   | Tổng cộng sự nghiệp   | Tổng cộng sự nghiệp   | 287          | 20           | 6                     | 0                     | 5             | 0             | 298       | 20        |